# Ґодзімеж (Куявсько-Поморське воєводство)
Ґодзімеж (пол. Godzimierz, нім. Friedrichsgrün) — село в Польщі, у гміні Шубін Накельського повіту Куявсько-Поморського воєводства.
Населення — 134 особи (2011).
У 1975-1998 роках село належало до Бидгощського воєводства.

## Демографія
Демографічна структура станом на 31 березня 2011 року:
|          | Загалом | Допрацездатний вік | Працездатний вік | Постпрацездатний вік |
| -------- | ------- | ------------------ | ---------------- | -------------------- |
| Чоловіки | 61      | 15                 | 45               | 1                    |
| Жінки    | 73      | 19                 | 43               | 11                   |
| Разом    | 134     | 34                 | 88               | 12                   |